# جاي بيكرينغ بوتنام
جاي بيكرينغ بوتنام (بالإنجليزية: J. Pickering Putnam)‏ هو مهندس معماري أمريكي، ولد في 3 أبريل 1847، وتوفي في 23 فبراير 1917.

## معرض صور

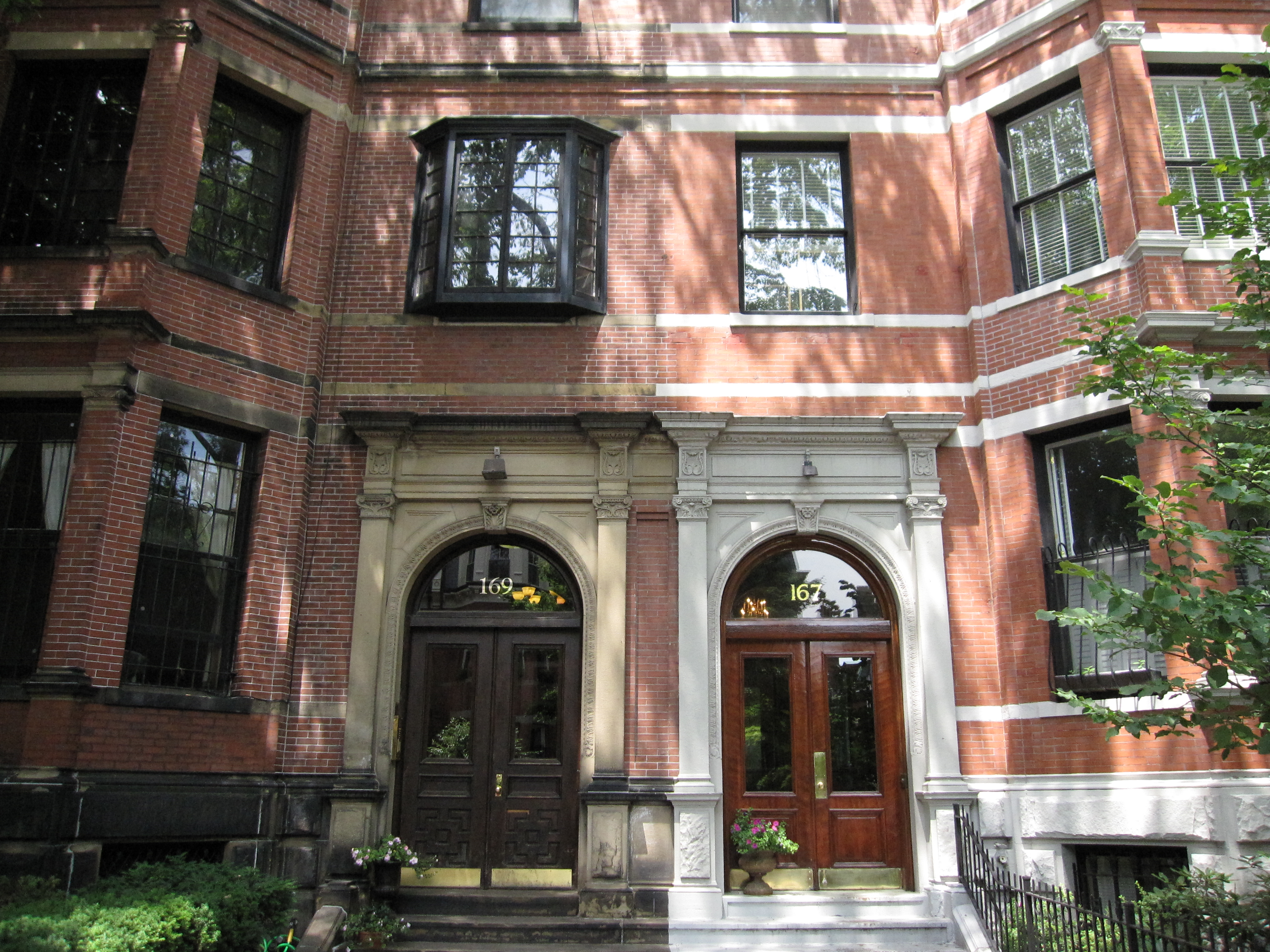
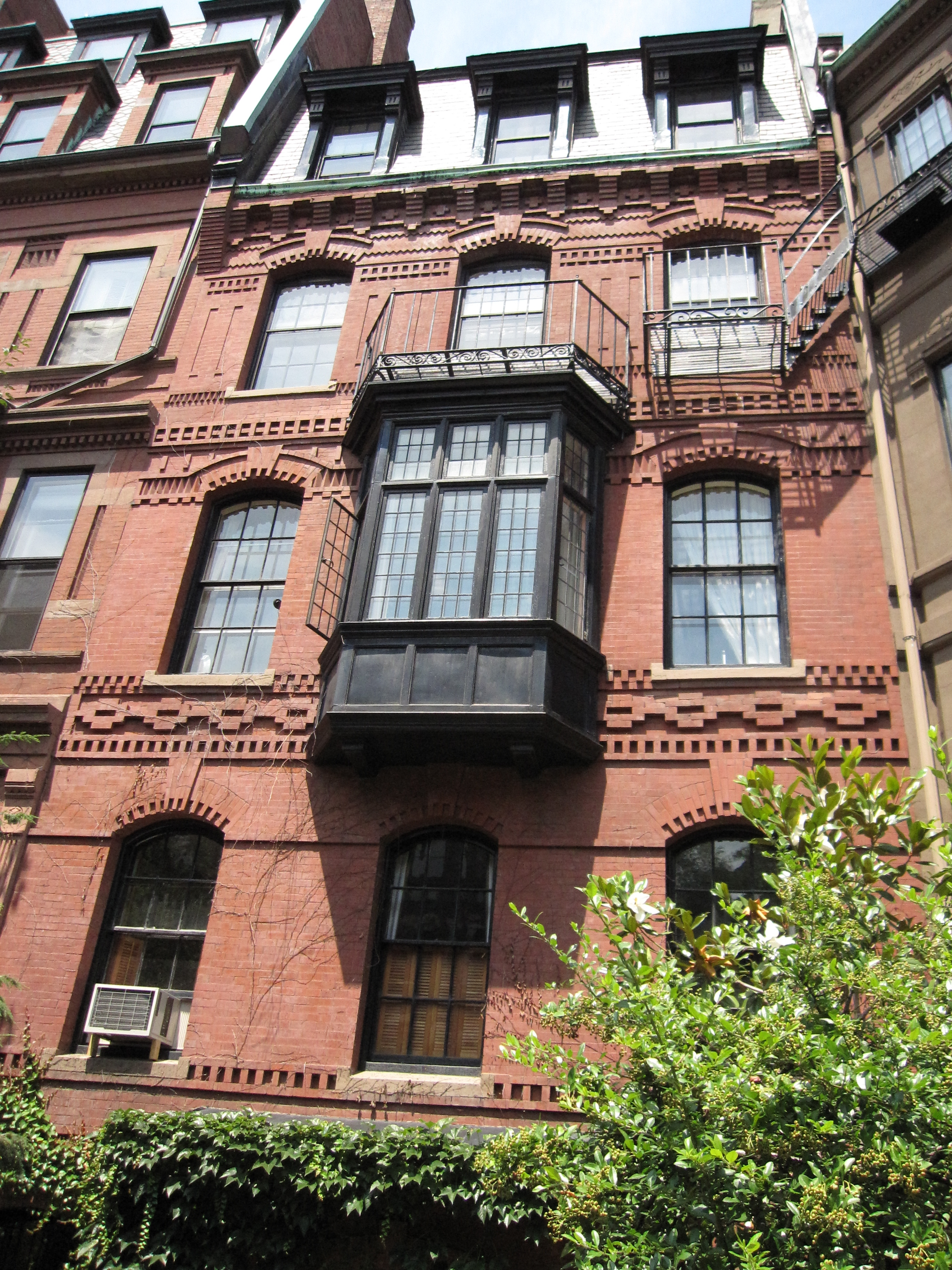
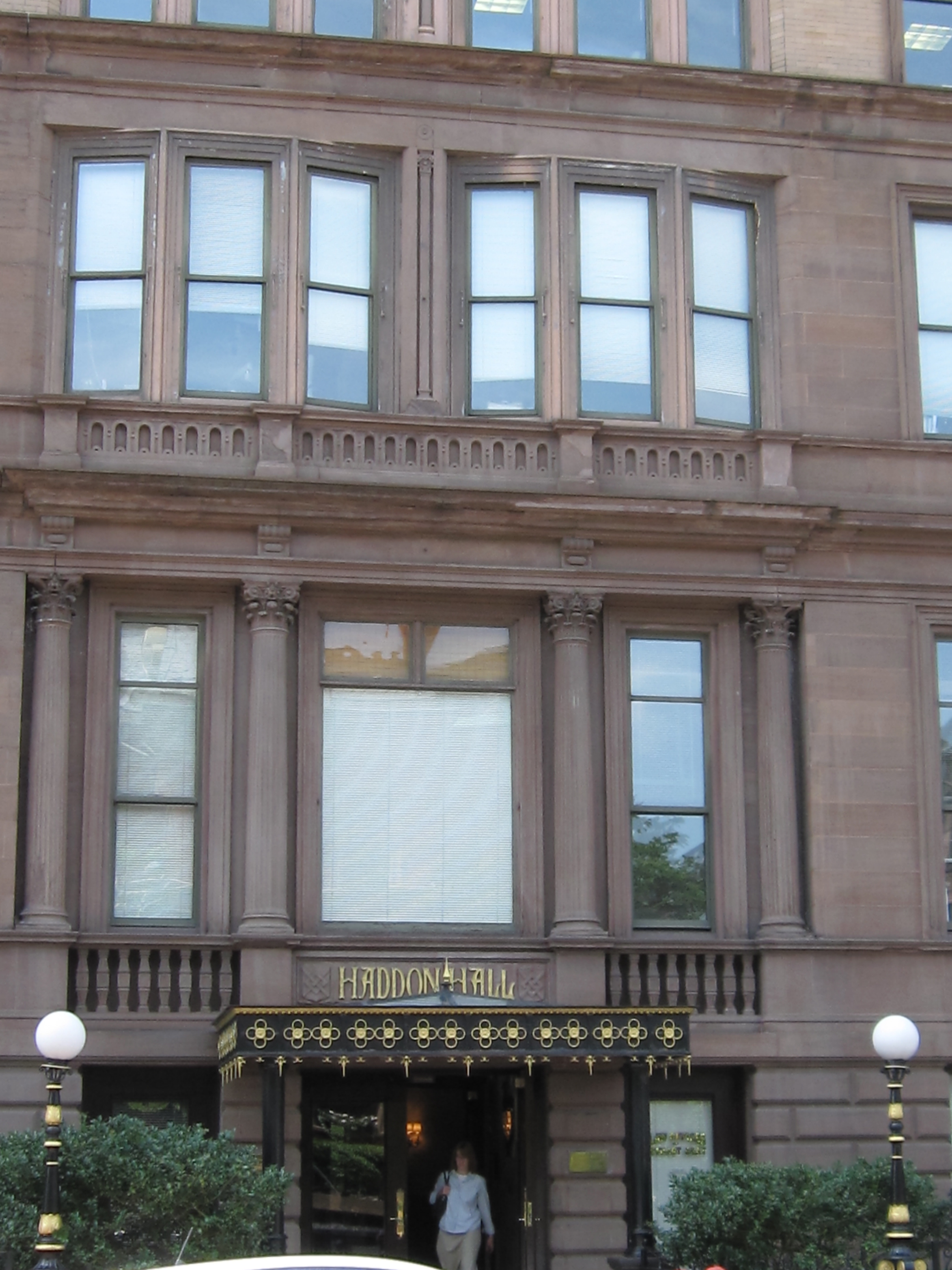